# Sankt-Sebastian-Kirche (Lemsdorf)

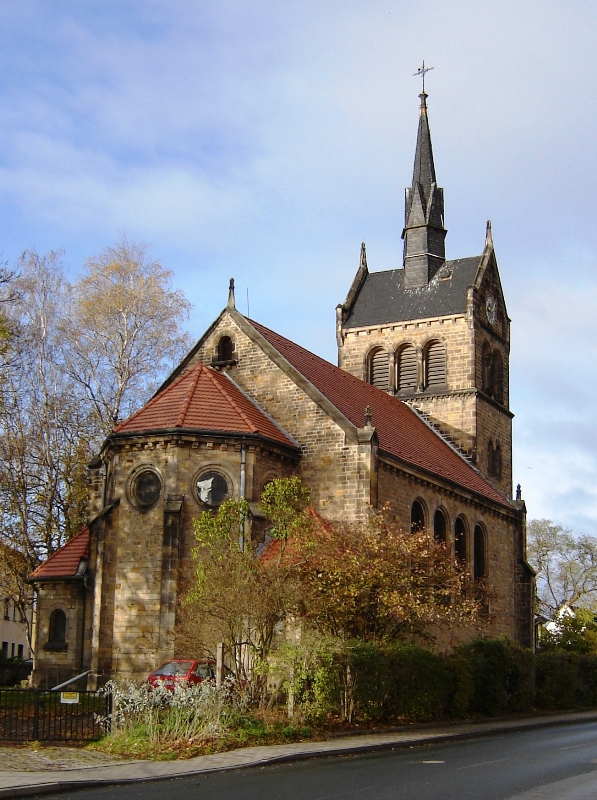
Ostansicht

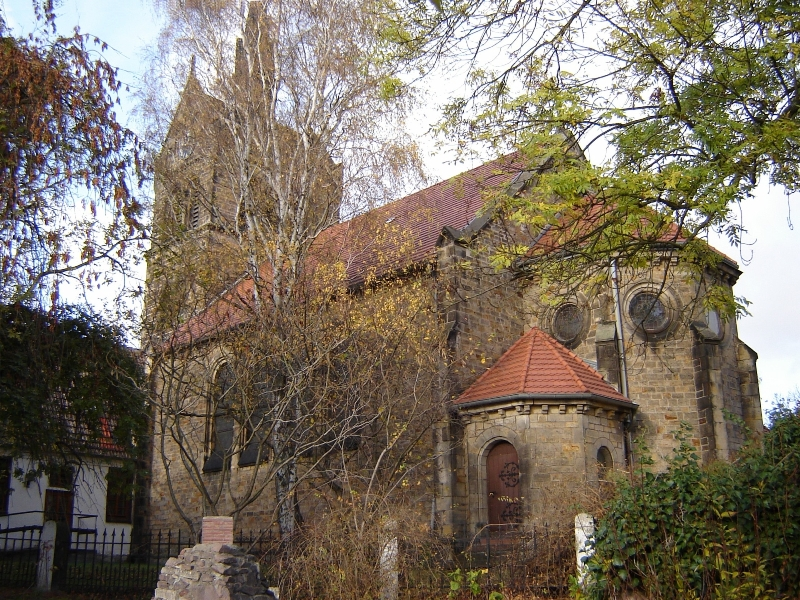
Südansicht

Die Sankt-Sebastian-Kirche (auch St. Sebastian-Kirche) im Magdeburger Stadtteil Lemsdorf ist die Pfarrkirche der dortigen evangelischen Kirchengemeinde. Sie ist nicht zu verwechseln mit der katholischen Kathedrale gleichen Namens im Magdeburger Stadtzentrum.

## Geschichte und Architektur
In Lemsdorf gab es bereits seit dem 13. oder 14. Jahrhundert eine dem Heiligen Sebastian geweihte Kirche. Mit nur etwa 120 m² Größe genügte sie dem Bedarf des zum Ende des 19. Jahrhunderts stark angewachsenen, damals noch vor den Toren Magdeburgs liegenden Dorfes nicht mehr. So wurde der alte aus Feldsteinen errichtete Bau im November 1887 von Magdeburger Pionieren gesprengt.
Der Entwurf für die neue Kirche stammte aus dem Königlich preußischen Ministerium der geistlichen, Unterrichts- und Medizinal-Angelegenheiten. Das Ausführungsprojekt erstellte der Königliche Kreisbauinspektor Lucian Pitsch. Die Bauausführung lag in den Händen des Maurermeisters und Architekten Christian Andreas Schmidt. Am 16. August 1889 erfolgte die Grundsteinlegung, und am 9. November 1890 fand die Einweihung des Gotteshauses statt.
Der dem romanischen Stil nachempfundene Bau bestand aus Kirchenschiff, dem querrechteckigen Turm und dem fünfseitigen Altarraum mit seinen an den Kanten aufgerichteten Strebepfeilern und parallel angefügten Annexen. Bis auf den Turm sind heute alle Dächer mit roten Ziegeln gedeckt. Der Turm, etwas schmaler als das Kirchenschiff, ist mit gotisierenden Giebeln geschmückt und trägt ein schiefergedecktes Satteldach mit einem sechseckigen Dachreiter, der seinerseits mit einem spitzen Helm bekrönt ist. Im Obergeschoss ist der Turm an der Ost- und Westseite mit jeweils drei, an den Schmalseiten mit zwei Schallöffnungen versehen. In die Nord- und Südseite des Kirchenschiffs sind jeweils vier dicht aneinandergereihte Rundbogenfenster eingelassen. Jede Seite des Altarraums ist im oberen Bereich mit einem runden Fenster versehen.
Das Kirchenschiff wird im Inneren mit einem offenen, verbretterten Dachstuhl abgeschlossen. An der Westwand ist eine Empore angebracht. Die Rundfenster des Altarraums, der ein Rippengewölbe trägt, sind mit Glasgemälden versehen, die Christus und die Symbole der vier Evangelisten zeigen.
Holzbildhauer Gustav Kuntzsch, Wernigerode, lieferte den Altar und die Kanzel.
Beim Neubau erhielt die Kirche zwei Glocken. Die größere mit einem unteren Durchmesser von 91 cm von der Firma Collier in Zehlendorf 1890 gegossene stiftete der Gutsbesitzer Köhne. Die kleinere Glocke mit einem unteren Durchmesser von 67 cm gossen 1877 die Gebrüder Ulrich in Apolda. Die große Glocke wurde im Ersten Weltkrieg eingeschmolzen.
Die 1904 eingebaute Orgel stiftete ebenfalls Gutsbesitzer Köhne.